# عسل‌خوار سرسیاه
عسل‌خوار سرسیاه (نام علمی: Melithreptus affinis) نام یک گونه از تیره عسل‌خوار است.